# Mont Ebal
|  | Per a altres significats, vegeu «Èbal». |

Ebal (àrab: جبل عيبال, Jabal ʿAybāl; hebreu: הר עיבל, Har Eval‎; llatí: Ebal Mons) és una muntanya de Palestina associada a la veïna Garizim, de la que estava separada per una estreta vall on està situada la ciutat de Nablus (Neàpolis i abans Siquem). Té una alçària de 940 metres.
Ebal era la muntanya del nord, i Garizim la del sud. Mentre els israelites que volien entrar a Canaan esperaven a les planes de Moab, Moisès es va dirigir al nord-oest cap a les dues muntanyes d'Ebal i Garizim i va decidir que la meitat de les tribus anirien a una muntanya i l'altra meitat a l'altra. Les del mont Ebal ferien les benediccions que resultarien de l'obediència a Déu, mentre les del mont Garizim ferien les malediccions que en resultarien de la desobediència. Damunt de la muntanya d'Ebal, segons el Pentateuc, es van instal·lar grans pedres que Josuè, successor de Moisès, va gravar amb els deu manaments, i es va erigir un altar i es van fer sacrificis.